# Sân bay Yonaguni
Sân bay Yonaguni Airport (与那国空港 Yonaguni Kūkō), (IATA: OGN, ICAO: ROYN) là một sân bay cấp 3 ở Yonaguni, quận Yaeyama, tỉnh Okinawa, Nhật Bản.
Sân bay này được khai trương năm 1943 làm sân bay quân sự và đã trở thành sân bay dân dụng năm 1957.

## Các hãng hàng không và các tuyến điểm
Hiện có các hãng hàng không sau đang hoạt động tại sân bay này:
- Japan Airlines
  - Japan Transocean Air (Ishigaki)[3]
    - Ryūkyū Air Commuter (Ishigaki, Okinawa)